# العباس بن مرداس
العبّاس بن مرداس بن أبي عامر السلمي كنيته أبو الهيثم، هو صحابي وشاعر فارس يعد من المخضرمين، ومن سادات قومه بني سليم ، أدرك الجاهلية والإسلام، وكان من المؤلفة قلوبهم. قال المزي في كتابه تهذيب الكمال: «ونزل عباس بن مرداس الباديةَ بناحية البصرة». وقال محمد بن سعد في طبقاته "قال محمد بن عمر: ولم يسكن العباس بن مرداس مكة ولا بالمدينة. وكان يغزو مع النبي -صلى الله عليه وسلم- ويرجع إلى بلاد قومه وكان ينزل بوادي البصرة وكان يأتي البصرة كثيرا، وروى عنه البصريون. وبقية ولده ببادية البصرة وقد نزل قوم منهم البصرة.

## نسبه
- العباس بن مرداس بن أبي عامر بن حارثة بن عبد قيس بن رفاعة بن الحارث بن بهثة بن سليم بن منصور بن عكرمة بن خصفة بن قيس عيلان بن مضر بن نزار بن معد بن عدنان.
- وأمه من بني لحيان من قبيلة هذيل.[4]

## شعره

### تفاخره بغزو اليمن في يوم تثليث
جمع العباس بن مرداس جمعا من فرسان بني سليم من جميع بطونها، ثم خرج بهم حتى صبّح بني زبيد بتثليث من أرض اليمن بعد تسع وعشرين ليلة، فقتل فيها عددا كثيرا، وغنم حتّى ملأ يديه، فقال في ذلك متفاخرا بإنتصاره على اليمانية:
فدع ذا ولكن هل أتاك مقادنا ... لأعدائنا نزجي الثقال الكوادسا
سمونا لهم تسعا وعشرين ليلة ... نجيز من الأعراض وحشا بسابسا
فلم أر مثل الحيّ حيّا مصبّحا ... ولا مثلنا يوم التقينا فوارسا
إذا ما شددنا شدّة نصبوا لنا ... صدور المذاكى والرماح المداعسا
وأحصننا منهم فما يبلغوننا ... فوارس منّا يحبسون المحابسا
وجرد كأنّ الأسد فوق متونها ... من القوم مرءوسا كميّا ورائسا
وكنت أمام القوم أوّل ضارب ... وطاعنت إذ كان الطّعان مخالسا
و لو مات منهم من جرحنا لأصبحت ... ضياع بأكناف الأراك عرائسا

### رثاء جلاء بني النضير من يثرب
العبّاس بن مرداس يذكر جلاء قبيلة بني النّضير اليهودية من يثرب (المدينة المنورة) ويبكيهم بقوله:
لو ان قطين الدّار لم يتحمّلوا ... وجدت خلال الدار ملهى وملعبا
فإنّك عمري هل رأيت ظعائنا ... سلكن على ركن الشظاة فميثبا
عليهنّ عين من ظباء تبالة ... أوانس يصبين الحليم المجرّبا
إذا جاء باغي الخير قلن بشاشة ... له بوجوه كالدنانير: مرحبا
و أهلا فلا ممنوع خير طلبته ... ولا أنت تخشى عندنا أن تؤنّبا
فلا تحسبنّي كنت مولى ابن مشكم ... سلام ولا مولى حييّ بن أخطبا

## أخباره
أسلم قبل فتح مكة ووافى الرسول محمد ﷺ في تسعمائة من قومه بني سليم على الخيول والقنا والدروع الظاهرة ليحضروا مع رسول الله  فتح مكة. وكان أبوه مرداس شريكًا ومصافيًا لحرب بن أمية القرشي وقتلتهما جميعاً الجنّ وخبرهما معروف عند أهل الأخبار، وذكروا أن ثلاثة نفر ذهبوا على وجوههم فهاموا ولم يوجدوا ولم يسمع لهم بأثر: طالب بن أبي طالب وسنان بن أبي حارثة المري ومرداس بن أبي عامر أبو عباس بن مرداس.
وكان «من المؤلفة قلوبهم، وممن حسن إسلامه منهم»، وكان ممن انبعث في خاطرهم روح الإيمان بالدين الإسلامي حينما حرق صنمه ضماراً معلناً إسلامه. 

كنيته أبو الهيثم، صحابي وشاعر فارس يعد من المخضرمين، من سادات قومه، أدرك الجاهلية والإسلام، وكان من المؤلفة قلوبهم، ويدعى فارس العُبْيد بالتصغير، وهو فرسه، وكان بدوياً قحاً، قال محمد بن عمر "لم يسكن مكة ولا المدينة، وكان يغزو مع النبي ويرجع إلى بلاد قومه، وكان ينزل بوادي البصرة، ويأتي البصرة كثيراً روى عنه البصريون، وبقية ولده ببادية البصرة، وقد نزل قوم منهم البصرة، وكان ممن ذم الخمر وحرمها في الجاهلية،

## من مواقفه مع الرسول صلى الله عليه وسلم
- ورد في كتاب «تاريخ مدينة دمشق وذكر فضلها وتسمية من حلها من الأماثل» ل«أبي القاسم علي بن الحسن ابن هبة الله بن عبد الله الشافعي»: «أخبرنا محمد بن عمر، قال حدثني عكرمة بن فروخ السلمي، عن معاوية بن جاهمة بن العباس بن مرداس قال، قال عباس بن مرداس: لقيته، وهو يسير حين هبط من المشلل، ونحن في آلة الحرب، والحديد ظاهر علينا، والخيل تنازعنا الأعنة، فصففنا لرسول الله، وإلى جنبه أبو بكر، وعمر، فقال رسول الله يا عيينة، هذه بنو سليم قد حضرت، بما ترى من العدة، والعدد، فقال يا رسول الله جاءهم داعيك ولم يأتني، أما والله إن قومي لمعدون مؤدون في الكراع، والسلاح، وإنهم لأحلاس الخيل، ورجال الحرب، ورماة الحدق، فقال عباس بن مرداس أقصر أيها الرجل، فوالله إنك لتعلم أنا أفرس على متون الخيل، وأطعن بالقنا، وأضرب بالمشرفية منك ومن قومك، فقال عيينة كذبت، وخنت، لنحن أولى بما ذكرت منك، قد عرفته لنا العرب قاطبة، فأومى إليهما النبي بيده حتى سكتا.»[7]
- وقال أخبرنا محمد بن عمر قال حدثنا عبد الرحمن بن أبي الزناد قال أعطى رسول الله  العباس بن مرداس مع من أعطى من المؤلفة قلوبهم فأعطاه أربعة من الإبل فقال العباس:

قال: فرفع أبو بكر أبياته إلى النبي  فقال النبي للعباس: أرأيت قولك أصبح نهبي ونهب العبيد بين الأقرع وعيينه، فقال أبو بكر: بأبي وأمي يا رسول الله ليس هكذا قال، فقال: كيف قال؟. فأنشده أبو بكر كما قال عباس، فقال النبي ، سواء، ما يضرك بدأت بالأقرع، أو بعيينة، فقال أبو بكر: بأبي أنت ما أنت بشاعر ولا راوية، ولا ينبغي لك. فقال رسول الله: اقطعوا عني لسانه. ففزع منها أناس، وقالوا أمر بعباس يمثل به، فأعطاه مائة من الإبل، ويقال خمسين من الإبل.
قال ابن إسحاق: فقال رسول الله: اذهبوا به، فاقطعوا عني لسانه، فأعطوه حتى رضي فكان ذلك قطع لسانه الذي أمر به رسول الله.

## قصة إسلامه
كان دخوله إلى الإسلام بعد رؤية رآها في منامه نهض بعدها حارقاً صنمه ضماراً ومعلناً إسلامه. ويقال عن هذا الحدث أنه كان لوالد عباس صنماً من الحجر يدعى ضماراً أوصى ولده عند وفاته أن يعبده، فإذا بعباس يوماً يسمع منادياً من جوف ضمار يقول:

## ابن مرداس أشجع الناس في شعره
سأل عبد الملك بن مروان ذات مرة جلسائه من أشجع الناس في شعره، فتكلموا في ذلك فقالوا أشجع الناس العباس بن مرداس في قوله:
ذريته يرجع نسبها إلى سليم ومن نسل العباس بن مرداس السلمي.

## وفاته
توفي في خلافة عمر بن الخطاب نحو سنة 18 هـ 639 م.